# Dyskografia Eddy’ego Arnolda
Dyskografia amerykańskiego piosenkarza country Eddy’ego Arnolda (1918–2008) obejmuje 53 albumy studyjne, 26 projektów kompilacyjnych oraz 167 singli.
Arnold był innowatorem w dziedzinie brzmienia muzyki pop-country z końca lat pięćdziesiątych. Jego 147 piosenek znalazło się na listach przebojów muzyki country magazynu Billboard. Sprzedał ponad 85 milionów płyt. Należy do Country Music Hall of Fame (od 1966 roku). Zajął 22. miejsce na liście „40 największych ludzi muzyki country” prowadzonej w 2003 r. przez Country Music Television.
Swój pierwszy album studyjny Eddy Arnold wydał w 1950 roku pod tytułem To Mother. Pracując dla wytwórni RCA Victor od 1944 roku, Arnold opuścił wytwórnię w 1973 i przeszedł do MGM Records, gdzie nagrał cztery albumy. Wrócił do RCA w 1976 roku i do końca swojej kariery nagrywał dla tej wytwórni (podobnie jak piosenkarz Perry Como, który przez całą swoją karierę współpracował z wytwórnią RCA). Pod koniec kariery wydał dwa albumy dla wytwórni Curb Records. Jego ostatni album, After All These Years, ukazał się w 2005 roku.

## Single

### Lata 40.
| Rok                                                              | Single (Strona A, Strona B) Obie strony z tego samego albumu, chyba że wskazano inaczej                                   | Najwyższe pozycje na listach | Najwyższe pozycje na listach | Album                        |
| Rok                                                              | Single (Strona A, Strona B) Obie strony z tego samego albumu, chyba że wskazano inaczej                                   | US Country                   | US                           | Album                        |
| ---------------------------------------------------------------- | --- | ---------------------------- | ---------------------------- | ---------------------------- |
| 1945                                                             | "Mommy Please Stay Home with Me" b/w "Mother's Prayer" (utwór spoza albumu)                                               | —                            | —                            | Legendary Performances       |
| 1945                                                             | "Each Minute Seems a Million Years" b/w "The Cattle Call" (z albumu Cattle Call)                                          | 5                            | —                            | utwory spoza albumu          |
| 1945                                                             | "Did You See My Daddy Over There" b/w "I Walk Alone" (z albumu Eddy Arnold Sings Them Again)                              | —                            | —                            | utwory spoza albumu          |
| 1945                                                             | "Many Tears Ago" b/w "You Must Walk the Line" (utwór spoza albumu)                                                        | —                            | —                            | Country Songs I Love To Sing |
| 1946                                                             | "I Talk to Myself About You" b/w "(I'll Have To) Live and Learn"                                                          | —                            | —                            | utwory spoza albumu          |
| 1946                                                             | "All Alone in This World Without You" b/w "Can’t Win, Can’t Place, Can’t Show"                                            | 7                            | —                            | utwory spoza albumu          |
| 1946                                                             | "That’s How Much I Love You" b/w "Chained to a Memory" (z albumu Country Songs I Love to Sing)                            | 2                            | —                            | Anytime                      |
| 1946                                                             | "What Is Life Without Love" b/w "Be Sure There’s No Mistake"                                                              | 1                            | —                            | utwory spoza albumu          |
| 1947                                                             | "It's a Sin" b/w "I Couldn’t Believe It Was True" (utwór spoza albumu)                                                    | 1                            | —                            | Anytime                      |
| 1947                                                             | "I'll Hold You in My Heart (Till I Can Hold You in My Arms)" b/w "Don't Bother to Cry" (utwór spoza albumu)               | 1                            | 22                           | Anytime                      |
| 1947                                                             | "To My Sorrow" b/w "Easy Rockin’ Chair"                                                                                   | 2                            | —                            | Country Songs I Love To Sing |
| 1947                                                             | "Rockin’ Alone" b/w "I’m Thinking Tonight of My Blue Eyes" (z albumu All-Time Favorites)                                  | —                            | —                            | Anytime                      |
| 1947                                                             | "Molly Darling" b/w "It Makes No Difference Now" (z albumu All-Time Favorites)                                            | 10                           | —                            | Anytime                      |
| 1947                                                             | "Prisoner's Song" b/w "Seven Years with the Wrong Woman"                                                                  | —                            | —                            | All-Time Favorites           |
| 1947                                                             | "Who at My Door Is Standing" b/w "Will the Circle Be Unbroken"                                                            | —                            | —                            | Anytime                      |
| 1948                                                             | "Anytime" b/w "What a Fool I Was" (z albumu One More Time)                                                                | 1                            | 17                           | Anytime                      |
| 1948                                                             | "Bouquet of Roses" b/w "Texarkana Baby"                                                                                   | 1                            | 13                           | Anytime                      |
| 1948                                                             | "Just a Little Lovin' (Will Go a Long Way)" b/w "My Daddy Is Only a Picture" (utwór spoza albumu)                         | 1                            | 13                           | More Eddy Arnold             |
| 1948                                                             | "A Heart Full of Love (For a Handful of Kisses)" b/w "Then I Turned and Walked Slowly Away" (utwór spoza albumu)          | 1                            | 23                           | Anytime                      |
| 1949                                                             | "There’s Not a Thing (I Wouldn't Do for You)" b/w "Don't Rob Another Man’s Castle" (z albumu Anytime)                     | 3                            | —                            | Country Songs I Love to Sing |
| 1949                                                             | "That Wonderful Mother of Mine" b/w "M-O-T-H-E-R (A Word That Means the World to Me)"                                     | —                            | —                            | To Mother                    |
| 1949                                                             | "Bring Your Roses to Her Now" b/w "I Wish I Had a Girl Like You, Mother"                                                  | —                            | —                            | To Mother                    |
| 1949                                                             | "One Kiss Too Many" b/w "The Echo of Your Footsteps" (z albumu Country Songs I Love to Sing)                              | 1                            | 23                           | Eddy's Songs                 |
| 1949                                                             | "I’m Throwing Rice (At the Girl That I Love)" b/w "Show Me the Way Back to Your Heart" (utwór spoza albumu)               | 1                            | 18                           | One More Time                |
| 1949                                                             | "The Cattle Call" b/w "The Nearest Thing To Heaven" (utwór spoza albumu)                                                  | —                            | —                            | Cattle Call                  |
| 1949                                                             | "There’s No Wings On My Angel" b/w "You Know How Talk Gets Around" (z albumu Country Songs I Love to Sing)                | 6                            | —                            | Eddy's Songs                 |
| 1949                                                             | "Take Me in Your Arms and Hold Me" b/w "Mama and Daddy Broke My Heart" (z albumu 'I’m Throwing Rice' and Other Favorites) | 1                            | —                            | Let's Make Memories Tonight  |
| "—" oznacza wydania, które nie znalazły się na listach przebojów | |                              |                              |                              |

### Lata 50.
| Rok                                                              | Single (Strona A, Strona B) Obie strony z tego samego albumu, chyba że wskazano inaczej                   | Najwyższe pozycje na listach | Najwyższe pozycje na listach | Album                                   |
| Rok                                                              | Single (Strona A, Strona B) Obie strony z tego samego albumu, chyba że wskazano inaczej                   | US Country                   | US                           | Album                                   |
| ---------------------------------------------------------------- | --- | ---------------------------- | ---------------------------- | --------------------------------------- |
| 1950                                                             | "I Wouldn't Trade the Silver in My Mother's Hair" b/w "My Mother's Sweet Voice" (utwór spoza albumu)      | —                            | —                            | 'I’m Throwing Rice' and Other Favorites |
| 1950                                                             | "What Is Life Without Love" b/w "Be Sure There’s No Mistake"                                              | —                            | —                            | utwory spoza albumu                     |
| 1950                                                             | "Little Angel with the Dirty Face" b/w "Why Should I Cry?" (z albumu Eddy's Songs)                        | 3                            | —                            | 'I’m Throwing Rice' and Other Favorites |
| 1950                                                             | "Cuddle Buggin' Baby" b/w "Enclosed, One Broken Heart" (utwór spoza albumu)                               | 2                            | —                            | Country Songs I Love to Sing            |
| 1950                                                             | "The Lovebug Itch" b/w "A Prison Without Walls" (utwór spoza albumu)                                      | 2                            | —                            | Eddy Arnold Sings Them Again            |
| 1951                                                             | "There’s Been a Change in Me" b/w "Tie Me to Your Apron Strings Again" (utwór spoza albumu)               | 1                            | —                            | Country Songs I Love to Sing            |
| 1951                                                             | "Kentucky Waltz" b/w "A Million Miles from Your Heart" (utwór spoza albumu)                               | 1                            | —                            | Eddy's Songs                            |
| 1951                                                             | "I Wanna Play House With You" b/w "Something Old, Something New" (utwór spoza albumu)                     | 1                            | —                            | Eddy Arnold Sings Them Again            |
| 1951                                                             | "Somebody's Been Beatin' My Time" b/w "Heart Strings"                                                     | 2                            | —                            | utwory spoza albumu                     |
| 1951                                                             | "Bundle of Southern Sunshine" b/w "Call Her Your Sweetheart"                                              | 4                            | —                            | utwory spoza albumu                     |
| 1952                                                             | "Easy on the Eyes" b/w "Anything That’s Part of You" (z albumu Portrait Of My Woman)                      | 1                            | —                            | utwory spoza albumu                     |
| 1952                                                             | "That’s How Much I Love You" b/w "A Heart Full of Love"                                                   | —                            | —                            | Anytime                                 |
| 1952                                                             | "Someone Calls Me Daddy" b/w "Don't Ever Take the Ribbons from Your Hair" (z albumu When They Were Young) | —                            | —                            | utwory spoza albumu                     |
| 1952                                                             | "A Full Time Job" b/w "Shepherd of My Heart"                                                              | 1                            | —                            | utwory spoza albumu                     |
| 1952                                                             | "Older and Bolder" b/w "I'd Trade All of My Tomorrows (For Just One Yesterday)"                           | 3                            | —                            | utwory spoza albumu                     |
| 1952                                                             | "I Want to Thank You Lord" b/w "My Desire"                                                                | —                            | —                            | utwory spoza albumu                     |
| 1952                                                             | "Eddy's Song" b/w "Condemned Without Trial"                                                               | 1                            | —                            | Eddy's Songs                            |
| 1953                                                             | "I’m Gonna Sit Right Down (And Write Myself a Letter)" b/w "I’m Waiting for the Ships That Never Come In" | —                            | —                            | All-Time Favorites                      |
| 1953                                                             | "When Your Hair Has Turned to Silver" b/w "Angry"                                                         | —                            | —                            | All-Time Favorites                      |
| 1953                                                             | "Moonlight and Roses (Bring Mem'ries of You)" b/w "The Missouri Waltz"                                    | —                            | —                            | All-Time Favorites                      |
| 1953                                                             | "I’m Gonna Lock My Heart" b/w "You Always Hurt the One You Love"                                          | —                            | —                            | All-Time Favorites                      |
| 1953                                                             | "Free Home Demonstration" b/w "How's the World Treating You" (z albumu You Gotta Have Love)               | 4                            | —                            | utwory spoza albumu                     |
| 1953                                                             | "Mama, Come Get Your Baby Boy" b/w "If I Never Get to Heaven" (z albumu Let's Make Memories Tonight)      | 4                            | —                            | utwory spoza albumu                     |
| 1953                                                             | "I Really Don’t Want to Know" b/w "I'll Never Get Over You" (utwór spoza albumu)                          | 1                            | —                            | Eddy Arnold Sings Them Again            |
| 1954                                                             | "Robe of Calvary" b/w "Prayer"                                                                            | —                            | —                            | The Chapel on the Hill                  |
| 1954                                                             | "The Chapel on the Hill" b/w "The Touch of God’s Hand"                                                    | —                            | —                            | The Chapel on the Hill                  |
| 1954                                                             | "My Everything" b/w "Second Fling"                                                                        | 7                            | —                            | utwory spoza albumu                     |
| 1954                                                             | "Hep Cat Baby" b/w "This Is the Thanks I Get (For Loving You)" (z albumu One More Time)                   | 7                            | —                            | utwory spoza albumu                     |
| 1954                                                             | "Christmas Can’t Be Far Away" b/w "I’m Your Private Santa Claus" (utwór spoza albumu)                     | —                            | —                            | Christmas with Eddy Arnold              |
| 1955                                                             | "I've Been Thinking" b/w "Don't Forget"                                                                   | 2                            | —                            | utwory spoza albumu                     |
| 1955                                                             | "I Always Have Someone to Turn To" b/w "It Took a Miracle" (z albumu The Chapel on the Hill)              | —                            | —                            | utwory spoza albumu                     |
| 1955                                                             | "In Time" b/w "Two Kinds of Love"                                                                         | 6                            | —                            | utwory spoza albumu                     |
| 1955                                                             | "The Cattle Call" b/w "The Kentuckian Song" (z albumu One More Time)                                      | 1                            | 69                           | Cattle Call                             |
| 1955                                                             | "That Do Make It Nice" b/w "Just Call Me Lonesome"                                                        | 1                            | —                            | One More Time                           |
| 1955                                                             | "The Richest Man (In the World)" b/w "I Walked Alone Last Night" (utwór spoza albumu)                     | 10                           | 99                           | One More Time                           |
| 1955                                                             | "Trouble in Mind" b/w "When You Said Goodbye"                                                             | 6                            | —                            | utwory spoza albumu                     |
| 1956                                                             | "Bayou Baby" b/w "Do You Know Where God Lives?" (utwór spoza albumu)                                      | —                            | —                            | When They Were Young                    |
| 1956                                                             | "You Don’t Know Me" b/w "The Rockin’ Mockin' Bird" (z albumu 'I’m Throwing Rice' and Other Favorites)     | 10                           | —                            | Eddy Arnold Sings Them Again            |
| 1956                                                             | "Casey Jones (The Brave Engineer)" b/w "You Were Mine for Awhile" (utwór spoza albumu)                    | 15                           | —                            | 'I’m Throwing Rice' and Other Favorites |
| 1956                                                             | "I Wouldn't Know Where to Begin" b/w "The Ballad of Wes Tancred"                                          | —                            | 22                           | utwory spoza albumu                     |
| 1956                                                             | "A Dozen Hearts" b/w "A Good Lookin' Blonde"                                                              | —                            | —                            | utwory spoza albumu                     |
| 1957                                                             | "Gonna Find Me a Bluebird" b/w "Little Bit" (z albumu More Eddy Arnold)                                   | 12                           | 51                           | 'I’m Throwing Rice' and Other Favorites |
| 1957                                                             | "Open Your Heart" b/w "Crazy Dream"                                                                       | —                            | —                            | utwory spoza albumu                     |
| 1957                                                             | "When He Was Young" b/w "Little Miss Sunbeam" (utwór spoza albumu)                                        | —                            | —                            | When They Were Young                    |
| 1957                                                             | "Wagon Wheels" b/w "You've Made Up for Everything" (utwór spoza albumu)                                   | —                            | —                            | 'I’m Throwing Rice' and Other Favorites |
| 1958                                                             | "Too Soon to Know" b/w "I Need Somebody" (z albumu More Eddy Arnold)                                      | —                            | —                            | 'I’m Throwing Rice' and Other Favorites |
| 1958                                                             | "Peck-A-Cheek" b/w "Before You Know It"                                                                   | —                            | —                            | utwory spoza albumu                     |
| 1958                                                             | "The Day You Left Me" b/w "Real Love" (utwór spoza albumu)                                                | —                            | —                            | More Eddy Arnold                        |
| 1958                                                             | "I’m a Good Boy" b/w "Till You Come Back Again" (utwór spoza albumu)                                      | —                            | —                            | Eddy's Songs                            |
| 1959                                                             | "Chip Off the Old Block" b/w "I'll Hold You in My Heart" (z albumu Anytime)                               | 12                           | 97                           | Eddy's Songs                            |
| 1959                                                             | "Tennessee Stud" b/w "What's the Good (Of All This Love)" (utwór spoza albumu)                            | 5                            | 48                           | Thereby Hangs a Tale                    |
| 1959                                                             | "Sittin' By Sittin' Bull" b/w "Did It Rain" (z albumu Lonely Again)                                       | —                            | —                            | utwory spoza albumu                     |
| "—" oznacza wydania, które nie znalazły się na listach przebojów | |                              |                              |                                         |

### Lata 60.
| Rok                                                              | Single (Strona A, Strona B) Obie strony z tego samego albumu, chyba że wskazano inaczej                            | Najwyższe pozycje na listach | Najwyższe pozycje na listach | Najwyższe pozycje na listach | Najwyższe pozycje na listach | Album                               |
| Rok                                                              | Single (Strona A, Strona B) Obie strony z tego samego albumu, chyba że wskazano inaczej                            | US Country                   | US                           | US AC                        | UK                           | Album                               |
| ---------------------------------------------------------------- | --- | ---------------------------- | ---------------------------- | ---------------------------- | ---------------------------- | ----------------------------------- |
| 1960                                                             | "Johnny Reb That’s Me" b/w "Boot Hill"                                                                             | —                            | —                            | —                            | —                            | Thereby Hangs a Tail                |
| 1960                                                             | "My Arms Are a House" b/w "Little Sparrow" (utwór spoza albumu)                                                    | —                            | —                            | —                            | —                            | Let's Make Memories Tonight         |
| 1960                                                             | "Before This Day Ends" b/w "Just Out of Reach" (z albumu One More Time)                                            | 23                           | —                            | —                            | —                            | The Best of Eddy Arnold, Vol. 3     |
| 1961                                                             | "(Jim) I Wore a Tie Today" b/w "Just Call" (utwór spoza albumu)                                                    | 27                           | —                            | —                            | —                            | Cattle Call                         |
| 1961                                                             | "One Grain of Sand" b/w "The Worst Night of My Life" (z albumu Eddy's Songs)                                       | 17                           | 107                          | —                            | —                            | One More Time                       |
| 1962                                                             | "Tears Broke Out on Me" b/w "I'll Do as Much for You Someday"                                                      | 7                            | 102                          | —                            | —                            | utwory spoza albumu                 |
| 1962                                                             | "A Little Heartache" b/w "After Loving You" (z albumu Sometimes I’m Happy, Sometimes I’m Blue)                     | 3                            | 103                          | —                            | —                            | utwory spoza albumu                 |
| 1962                                                             | "Does He Mean That Much to You" b/w "Tender Touch"                                                                 | 5                            | 98                           | —                            | —                            | utwory spoza albumu                 |
| 1963                                                             | "Yesterday’s Memories" b/w "Lonely Balladeer"                                                                      | 11                           | —                            | —                            | —                            | utwory spoza albumu                 |
| 1963                                                             | "A Million Years or So" b/w "Just A Ribbon"                                                                        | 13                           | —                            | —                            | —                            | utwory spoza albumu                 |
| 1963                                                             | "Jealous Hearted Me" b/w "I Met Her Today"                                                                         | 12                           | —                            | —                            | —                            | utwory spoza albumu                 |
| 1964                                                             | "Molly" b/w "The Song of the Coo Coo"                                                                              | 5                            | —                            | —                            | —                            | Folk Song Book                      |
| 1964                                                             | "Sweet Adorable You" b/w "Why" (z albumu The Last Word in Lonesome)                                                | 26                           | —                            | —                            | —                            | utwory spoza albumu                 |
| 1964                                                             | "I Thank My Lucky Stars" b/w "I Don’t Cry No More"                                                                 | 8                            | —                            | —                            | —                            | utwory spoza albumu                 |
| 1965                                                             | "What's He Doing in My World" b/w "Laura Lee" (utwór spoza albumu)                                                 | 1                            | 60                           | 18                           | —                            | My World                            |
| 1965                                                             | "I’m Letting You Go" b/w "The Days Gone By"                                                                        | 15                           | 135                          | 33                           | —                            | My World                            |
| 1965                                                             | "Make the World Go Away" b/w "The Easy Way" (z albumu The Easy Way)                                                | 1                            | 6                            | 1                            | 8                            | My World                            |
| 1966                                                             | "I Want to Go with You" b/w "You'd Better Stop Tellin' Lies (About Me)"                                            | 1                            | 36                           | 1                            | 46                           | I Want to Go with You               |
| 1966                                                             | "The Last Word in Lonesome Is Me" b/w "Mary Claire Melvina Rebecca Jane" (z albumu My World)                       | 2                            | 40                           | 9                            | —                            | The Last Word in Lonesome           |
| 1966                                                             | "The Tip of My Fingers" b/w "Long, Long Friendship" (z albumu The Last Word in Lonesome)                           | 3                            | 43                           | 8                            | —                            | Somebody Like Me                    |
| 1966                                                             | "Somebody Like Me" b/w "Taking Chances" (z albumu My World)                                                        | 1                            | 53                           | 15                           | —                            | Somebody Like Me                    |
| 1966                                                             | "The First Word" b/w "The Angel and The Stranger"                                                                  | 51                           | —                            | —                            | —                            | utwory spoza albumu                 |
| 1967                                                             | "Lonely Again" b/w "Love on My Mind" (z albumu Somebody Like Me)                                                   | 1                            | 87                           | 11                           | —                            | Lonely Again                        |
| 1967                                                             | "Misty Blue" b/w "Calling Mary Names" (utwór spoza albumu)                                                         | 3                            | 57                           | 13                           | —                            | The Last Word in Lonesome           |
| 1967                                                             | "Turn the World Around" b/w "The Long Ride Home" (utwór spoza albumu)                                              | 1                            | 66                           | 3                            | —                            | Turn The World Around               |
| 1967                                                             | "Here Comes Heaven" b/w "Baby That’s Living"                                                                       | 2                            | 91                           | 15                           | —                            | The Everlovin' World of Eddy Arnold |
| 1967                                                             | "This World of Ours" b/w "Jolly Old Saint Nicholas" (utwór spoza albumu)                                           | —                            | —                            | —                            | —                            | The World of Eddy Arnold            |
| 1968                                                             | "Here Comes the Rain, Baby" b/w "The World I Used to Know" (z albumu The Everlovin' World of Eddy Arnold)          | 4                            | 74                           | 20                           | —                            | utwory spoza albumu                 |
| 1968                                                             | "It’s Over" b/w "No Matter Whose Baby You Are"                                                                     | 4                            | 74                           | 15                           | —                            | The Romantic World of Eddy Arnold   |
| 1968                                                             | "Then You Can Tell Me Goodbye" b/w "Apples, Raisins and Roses"                                                     | 1                            | 84                           | 6                            | —                            | Walkin’ in Love Land                |
| 1968                                                             | "They Don’t Make Love Like They Used To" b/w "What a Wonderful World" (z albumu The Romantic World Of Eddy Arnold) | 10                           | 99                           | 19                           | —                            | Songs of the Young World            |
| 1969                                                             | "Please Don't Go" b/w "Heaven Below"                                                                               | 10                           | 129                          | 33                           | —                            | The Glory of Love                   |
| 1969                                                             | "But For Love" b/w "My Lady of Love" (utwór spoza albumu)                                                          | 19                           | 125                          | 31                           | —                            | The Glory of Love                   |
| 1969                                                             | "You Fool" b/w "You Don't Need Me Anymore"                                                                         | 69                           | —                            | —                            | —                            | The Warmth of Eddy                  |
| 1969                                                             | "Since December" b/w "Morning of My Mind"                                                                          | 73                           | —                            | —                            | —                            | utwory spoza albumu                 |
| "—" oznacza wydania, które nie znalazły się na listach przebojów | |                              |                              |                              |                              |                                     |

### Lata 70.
| Rok                                                              | Single (Strona A, Strona B) Obie strony z tego samego albumu, chyba że wskazano inaczej              | Najwyższe pozycje na listach | Album                                             |
| Rok                                                              | Single (Strona A, Strona B) Obie strony z tego samego albumu, chyba że wskazano inaczej              | US Country                   | Album                                             |
| ---------------------------------------------------------------- | --- | ---------------------------- | ------------------------------------------------- |
| 1970                                                             | "Soul Deep" b/w "(Today) I Started Loving You Again"                                                 | 22                           | Love and Guitars                                  |
| 1970                                                             | "A Man’s Kind of Woman" b/w "Living Under Pressure" (utwór spoza albumu)                             | 28                           | Love and Guitars                                  |
| 1970                                                             | "From Heaven to Heartache" b/w "Ten Times Forever More"                                              | 22                           | utwory spoza albumu                               |
| 1970                                                             | "Portrait of My Woman" b/w "I Really Don’t Want to Know"                                             | 26                           | Portrait of My Woman                              |
| 1971                                                             | "A Part of America Died" b/w "Call Me"                                                               | 41                           | utwory spoza albumu                               |
| 1971                                                             | "Welcome to My World" b/w "It Ain’t No Big Thing (But It's Growing)" (z albumu Portrait of My Woman) | 34                           | Welcome to My World                               |
| 1971                                                             | "I Love You Dear" b/w "Long Life, Lots Of Happiness"                                                 | 55                           | Loving Her Was Easier                             |
| 1972                                                             | "Lonely People" b/w "If It’s Alright with You"                                                       | 38                           | Lonely People                                     |
| 1972                                                             | "Poisoned Red Berries" b/w "Just Out of Reach"                                                       | —                            | Lonely People                                     |
| 1972                                                             | "Lucy" b/w "The Last Letter" (z albumu Lonely People)                                                | 62                           | Eddy Arnold Sings for Housewives and Other Lovers |
| 1972                                                             | "So Many Ways" b/w "Once in a While"                                                                 | 28                           | So Many Ways                                      |
| 1973                                                             | "If the Whole World Stopped Lovin'" b/w "My Son I Wish You Everything"                               | 56                           | So Many Ways                                      |
| 1973                                                             | "Oh, Oh, I’m Falling in Love Again" b/w "Any Way You Want Me (That’s How I Will Be)"                 | 29                           | She’s Got Everything I Need                       |
| 1973                                                             | "She’s Got Everything I Need" b/w "I’m Glad You Happened to Me"                                      | 24                           | She’s Got Everything I Need                       |
| 1974                                                             | "Just for Old Times Sake" b/w "I Got This Thing About You" (utwór spoza albumu)                      | 56                           | She’s Got Everything I Need                       |
| 1974                                                             | "I Wish I Had Loved You Better" b/w "Let It Be Love"                                                 | 19                           | I Wish I Had Loved You Better                     |
| 1974                                                             | "Butterfly" b/w "If You Could Only Love Me Now"                                                      | 47                           | I Wish I Had Loved You Better                     |
| 1975                                                             | "Red Roses for a Blue Lady" b/w "I Will"                                                             | 60                           | The Wonderful World                               |
| 1975                                                             | "Middle of a Memory" b/w "I Just Had You on My Mind"                                                 | 86                           | The Wonderful World                               |
| 1976                                                             | "Cowboy" b/w "Don't Let the Good Times Roll Away"                                                    | 13                           | Eddy                                              |
| 1976                                                             | "Put Me Back into Your World" b/w "Goodnight, Irene"                                                 | 43                           | Eddy                                              |
| 1977                                                             | "(I Need You) All the Time" b/w "I've Never Loved Anyone More"                                       | 22                           | I Need You All the Time                           |
| 1977                                                             | "Freedom Ain’t the Same Thing as Being Free" b/w Short version of A-side                             | 53                           | Eddy                                              |
| 1977                                                             | "Where Lonely People Go" b/w "Penny Arcade"                                                          | 83                           | utwory spoza albumu                               |
| 1978                                                             | "Country Lovin'" b/w "I've So Much to Be Thankful For"                                               | 23                           | utwory spoza albumu                               |
| 1978                                                             | "In the South" b/w "You Are My Sunshine"                                                             | 91                           | utwory spoza albumu                               |
| 1978                                                             | "If Everyone Had Someone Like You" b/w "You're a Beautiful Place to Be"                              | 13                           | Somebody Loves You                                |
| 1979                                                             | "What in Her World Did I Do" b/w "The Love of My Life"                                               | 21                           | Somebody Loves You                                |
| 1979                                                             | "Goodbye" b/w "You're So Good at Lovin' Me"                                                          | 22                           | Somebody Loves You                                |
| 1979                                                             | "If I Ever Had to Say Goodbye to You" b/w "The Love of My Life"                                      | 28                           | Somebody Loves You                                |
| "—" oznacza wydania, które nie znalazły się na listach przebojów | |                              |                                                   |

### Lata 80.
| Rok                                                              | Single                                      | Najwyższe pozycje na listach | Album                 |
| Rok                                                              | Single                                      | US Country                   | Album                 |
| ---------------------------------------------------------------- | ------------------------------------------- | ---------------------------- | --------------------- |
| 1980                                                             | "Let's Get It While the Gettin's Good"      | 6                            | A Legend and His Lady |
| 1980                                                             | "That’s What I Get for Lovin' You"          | 10                           | A Legend and His Lady |
| 1980                                                             | "Don't Look Now (But We Just Fell in Love)" | 11                           | A Man For All Seasons |
| 1981                                                             | "Bally-Hoo Days"                            | 32                           | A Man For All Seasons |
| 1981                                                             | "All I’m Missing Is You"                    | 30                           | Don't Give Up on Me   |
| 1982                                                             | "Don't Give Up on Me"                       | 73                           | Don't Give Up on Me   |
| 1983                                                             | "The Blues Don’t Care Who’s Got 'Em"        | 76                           | Close Enough to Love  |
| "—" oznacza wydania, które nie znalazły się na listach przebojów |                                             |                              |                       |

### Lata 90. – 2000.
| Rok                                                              | Single                        | Najwyższe pozycje na listach | Najwyższe pozycje na listach | Album                                       |
| Rok                                                              | Single                        | US Country                   | US Country Sales             | Album                                       |
| ---------------------------------------------------------------- | ----------------------------- | ---------------------------- | ---------------------------- | ------------------------------------------- |
| 1990                                                             | "You Don't Miss a Thing"      | —                            | —                            | You Don't Miss a Thing                      |
| 1993                                                             | "Out of the Blue"             | —                            | —                            | Last of the Love Song Singers: Then and Now |
| 1999                                                             | "Cattle Call" (z LeAnn Rimes) | —                            | 18                           | Seven Decades of Hits                       |
| 2005                                                             | "Old Porch Swing"             | —                            | —                            | After All These Years                       |
| 2006                                                             | "Don't She Look Good"         | —                            | —                            | After All These Years                       |
| 2008                                                             | "To Life"                     | 49                           | —                            | After All These Years                       |
| "—" oznacza wydania, które nie znalazły się na listach przebojów |                               |                              |                              |                                             |

## Albumy studyjne

### Lata 50.
| Rok  | Tytuł                       | Wytwórnia  |
| ---- | --------------------------- | ---------- |
| 1950 | To Mother                   | RCA Victor |
| 1955 | Wanderin' with Eddy Arnold  | RCA Victor |
| 1956 | Chapel on the Hill          | RCA Victor |
| 1957 | A Little on the Lonely Side | RCA Victor |
| 1957 | When They Were Young        | RCA Victor |
| 1958 | My Darling, My Darling      | RCA Victor |
| 1958 | Praise Him, Praise Him      | RCA Victor |
| 1959 | Thereby Hangs a Tale        | RCA Victor |
| 1959 | Have Guitar, Will Travel    | RCA Victor |

### Lata 60.
| Rok                                                              | Tytuł                                   | Wytwórnia  | Najwyższe pozycje na listach | Najwyższe pozycje na listach |
| Rok                                                              | Tytuł                                   | Wytwórnia  | US Country                   | US                           |
| ---------------------------------------------------------------- | --------------------------------------- | ---------- | ---------------------------- | ---------------------------- |
| 1960                                                             | You Gotta Have Love                     | RCA Victor | —                            | —                            |
| 1962                                                             | One More Time                           | RCA Victor | —                            | —                            |
| 1962                                                             | Christmas with Eddy Arnold              | RCA Victor |                              |                              |
| 1963                                                             | Our Man Down South                      | RCA Victor | —                            | —                            |
| 1963                                                             | Cattle Call                             | RCA Victor | 16                           | 131                          |
| 1963                                                             | Faithfully Yours                        | RCA Victor |                              |                              |
| 1964                                                             | Folk Song Book                          | RCA Victor | 4                            | —                            |
| 1964                                                             | Sometimes I’m Happy, Sometimes I’m Blue | RCA Victor | —                            | —                            |
| 1964                                                             | Pop Hits from the Country Side          | RCA Victor | —                            | —                            |
| 1965                                                             | The Easy Way                            | RCA Victor | 1                            | —                            |
| 1965                                                             | My World                                | RCA Victor | 1                            | 7                            |
| 1966                                                             | I Want to Go with You                   | RCA Victor | 1                            | 26                           |
| 1966                                                             | The Last Word in Lonesome               | RCA Victor | 1                            | 46                           |
| 1966                                                             | Somebody Like Me                        | RCA Victor | 1                            | 36                           |
| 1967                                                             | Lonely Again                            | RCA Victor | 1                            | 57                           |
| 1967                                                             | Turn the World Around                   | RCA Victor | 1                            | 34                           |
| 1968                                                             | The Everlovin' World of Eddy Arnold     | RCA Victor | 1                            | 122                          |
| 1968                                                             | The Romantic World of Eddy Arnold       | RCA Victor | 2                            | 56                           |
| 1968                                                             | Walkin’ in Love Land                    | RCA Victor | 2                            | 70                           |
| 1969                                                             | Songs of the Young World                | RCA Victor | 11                           | 77                           |
| 1969                                                             | The Glory of Love                       | RCA Victor | 27                           | 167                          |
| 1969                                                             | The Warmth of Eddy                      | RCA Victor | 11                           | 116                          |
| "—" oznacza wydania, które nie znalazły się na listach przebojów |                                         |            |                              |                              |

### Lata 70.
| Rok                                                              | Tytuł                                             | Wytwórnia   | Najwyższe pozycje na listach | Najwyższe pozycje na listach |
| Rok                                                              | Tytuł                                             | Wytwórnia   | US Country                   | US                           |
| ---------------------------------------------------------------- | ------------------------------------------------- | ----------- | ---------------------------- | ---------------------------- |
| 1970                                                             | Love and Guitars                                  | RCA Victor  | 30                           | 191                          |
| 1970                                                             | Standing Alone                                    | RCA Victor  | 43                           | —                            |
| 1971                                                             | Portrait of My Woman                              | RCA Victor  | 17                           | 141                          |
| 1971                                                             | Welcome to My World                               | RCA Victor  | 18                           | —                            |
| 1971                                                             | Loving Her Was Easier                             | RCA Victor  | —                            | —                            |
| 1972                                                             | Lonely People                                     | RCA Victor  | 38                           | —                            |
| 1972                                                             | Eddy Arnold Sings for Housewives and Other Lovers | RCA Victor  | 39                           | —                            |
| 1973                                                             | So Many Ways/ If the Whole World Stopped Lovin'   | MGM Records | 32                           | —                            |
| 1973                                                             | She’s Got Everything I Need                       | MGM Records | 25                           | —                            |
| 1974                                                             | I Wished That I Had Loved You Better              | MGM Records | 36                           | —                            |
| 1975                                                             | The World                                         | MGM Records | —                            | —                            |
| 1976                                                             | Eddy                                              | RCA Victor  | 26                           | —                            |
| 1977                                                             | I Need You All the Time                           | RCA Victor  | 33                           | —                            |
| 1979                                                             | Somebody Loves You                                | RCA Victor  | —                            | —                            |
| "—" oznacza wydania, które nie znalazły się na listach przebojów |                                                   |             |                              |                              |

### Lata 80. – 2000.
| Rok                                                              | Tytuł                  | Wytwórnia    | Najwyższe pozycje na listach |
| Rok                                                              | Tytuł                  | Wytwórnia    | US Country                   |
| ---------------------------------------------------------------- | ---------------------- | ------------ | ---------------------------- |
| 1980                                                             | A Legend and His Lady  | RCA Victor   | 26                           |
| 1981                                                             | A Man For All Seasons  | RCA Victor   | —                            |
| 1982                                                             | Don't Give Up on Me    | RCA Victor   | —                            |
| 1983                                                             | Close Enough to Love   | RCA Victor   | —                            |
| 1991                                                             | You Don't Miss a Thing | RCA Victor   | —                            |
| 1997                                                             | Christmas Time         | Curb Records | —                            |
| 2000                                                             | Seven Decades of Hits  | Curb Records | —                            |
| 2005                                                             | After All These Years  | RCA Victor   | —                            |
| "—" oznacza wydania, które nie znalazły się na listach przebojów |                        |              |                              |

## Albumy kompilacyjne

### Lata 50.
- 1956: All-Time Favorites (RCA Victor)
- 1956: Anytime (RCA Victor)
- 1956: A Dozen Hits (RCA Victor)
- 1959: That’s How Much I Love You (RCA Victor)

### Lata 60.
- 1960: More Eddy Arnold (RCA Victor)
- 1960: Eddy Arnold Sings Them Again (RCA Victor)
- 1961: Let's Make Memories Tonight (RCA Victor)
- 1963: Country Songs I Love to Sing (RCA Camden)
- 1964: Eddy's Songs (RCA Camden)
- 1965: I’m Throwing Rice... (RCA Camden)
- 1967: The Best of Eddy Arnold (RCA Victor)

### Lata 70.
1970: The Best of Eddy Arnold, Vol. 2 (RCA Records)
- 1970: This Is Eddy Arnold (RCA Records)
- 1973: The Best of Eddy Arnold, Vol. 3 (RCA Records)
- 1973: The World of Eddy Arnold (RCA Records)
- 1974: Eddy Arnold Sings Love Songs (RCA Records)
- 1975: Pure Gold (RCA Records)
- 1976: Echoes (RCA Records)

### Lata 80.
- 1984: Legendary Performer (RCA Records)
- 1984: Greatest Songs (Curb Records)
- 1985: Collector’s Series (RCA Records)
- 1989: Hand Holdin' Songs (RCA Records)

### Lata 90.
- 1996: The Essential Eddy Arnold (RCA Records)
- 1996: Early Eddy Arnold (RCA Records)
- 1998: The Hits (Mercury Records)

## Publikacje wydane po śmierci artysty
- 2013: The Essential Eddy Arnold
- 2014: Complete Original #1 Hits
- 2016: RCA Christmas Recordings (1949–1967)
- 2017: When It’s Round-Up Time in Heaven: The Great Gospel Recordings